# Amt Bad Bramstedt-Land
Das Amt Bad Bramstedt-Land ist ein Amt im Westen des Kreises Segeberg in Schleswig-Holstein.

## Geografische Lage
Das Amt liegt im äußersten Westen des Kreises Segeberg und berührt die Nachbarkreise Steinburg, Rendsburg-Eckernförde und Pinneberg und die kreisfreie Stadt Neumünster.

## Amtsangehörige Gemeinden
| 1. Armstedt 2. Bimöhlen 3. Borstel 4. Föhrden-Barl 5. Fuhlendorf | 1. Großenaspe 2. Hagen 3. Hardebek 4. Hasenkrug 5. Heidmoor | 1. Hitzhusen 2. Mönkloh 3. Weddelbrook 4. Wiemersdorf |

## Wappen
Blasonierung: „Unter dem mit drei grünen Seerosenblättern belegten goldenen Wellenschildhaupt in Blau ein mit einem achtstrahligen facettierten blauen Stern belegtes goldenes Nesselblatt.“